# Libisch-Surinaamse betrekkingen
Libisch-Surinaamse betrekkingen verwijzen naar de huidige en historische betrekkingen tussen Libië en Suriname. 

## Geschiedenis

### Jaren 1980
Na de Decembermoorden van 1982 schortte Nederland de ontwikkelingssamenwerking met Suriname op, wat het land in financiële nood bracht. Al in januari 1983 bleef een betaling van ongeveer 60 miljoen gulden achterwege en vanuit Zuid-Amerika kon Suriname geen financiële steun verwachten. In deze tijd kwamen Libië en Suriname nader tot elkaar en voerden gesprekken in Brussel, waar beide landen een ambassade hadden. De Libische leider, kolonel Moammar al-Qadhafi, was bereid Suriname olie te leveren tegen een lagere prijs dan op de wereldmarkt. In ruil wilde hij rijst uit Suriname importeren en zou hij in Suriname politieke invloed bemachtigen, waar hij al langer in geïnteresseerd was.
Terwijl Bouterse medio maart 1983 een bezoek bracht aan Libië, tekenden hij en Qadhafi een samenwerkingsakkoord. De noodzaak voor het contact met Libië verdween enigszins nadat de banden met Brazilië werden aangehaald. Voor Brazilië was deze zet vooral bedoeld om Suriname uit de invloedssfeer te houden van ongewenste landen, als Cuba, Grenada en Libië. Intern verdeelde het de partijen die Bouterse steunden, de PALU en RVP.
Begin februari 1985 was een Surinaamse delegatie met onder meer Henk Herrenberg en Ivan Graanoogst voor een handelsmissie in Libië. Begin maart 1985 was Bouterse opnieuw in Libië en tekende daar een aantal contracten om de samenwerking te verdiepen. Libië tekende onder meer voor de exploratie naar olievelden in Suriname en een lening van 30 miljoen dollar. De bedoeïenentent van Qadhafi had indruk op Bouterse gemaakt. Terug in eigen land gaf hij opdracht voor de bouw van een indianentent om buitenlandse gasten in te ontvangen.
In 1985 kwamen Libische militairen om Surinaamse militairen op te leiden. Ook doken ze op in Guyana en onderhielden ze contacten met een groep mensen in Frans-Guyana die streefde naar onafhankelijkheid. De aanwezigheid van de militairen leidde tot grote bezorgdheid in Frankrijk en de Verenigde Staten. Na het Amerikaanse bombardement in de Libische hoofdstad Tripoli op 15 april 1986 reageerde Bouterse geschokt en hij verzocht de Beweging van Niet-Gebonden Landen om te bemiddelen.
In een interview met Reuters rond 1 augustus 1986 maakte Bouterse kenbaar een stap terug te willen doen als het Surinaamse volk dat zou wensen. Verder zei hij: "Een van de belangrijkste zaken die ik de afgelopen zes jaar heb geleerd is te vermijden dat we terechtkomen in de vuurlinie van het Oost-Westconflict." Niettemin waren ook daarna Libiërs actief in Suriname en leverde Libië Bell-helikopters aan Suriname voor gebruik in de Binnenlandse Oorlog tegen het Junglecommando.
In augustus 1987 maakte Bouterse opnieuw een bezoek aan Libië. Terwijl minister Henk Heidweiller van Buitenlandse Zaken hem ervoor nog had begeleid tijdens zijn bezoek aan Ghana, kwam hij niet mee naar Libië, wat uitgelegd werd als een teken dat er tussenbeide geen overeenstemming was over goede relaties met Libië. De Amerikaanse ambassadeur Robert Barbour waarschuwde Bouterse op dat moment een open brief de uitslag van de parlementsverkiezingen van 25 november te respecteren.
Op 25 januari 1988 werd de democratisch gekozen president Ramsewak Shankar geïnstalleerd. In september van dat jaar liet een hoge Libische diplomaat weten dat zijn land de betrekkingen met Suriname zou willen versterken.

### Jaren 2010
Begin maart 2011, tijdens het eerste kabinet Bouterse, steunde Suriname een motie om Libië te verwijderen uit de Mensenrechtenraad van de Verenigde Naties. Minister Winston Lackin van Buitenlandse Zaken gaf aan dat dit standpunt gezamenlijk was ingenomen binnen de Caricom. Op dat moment was de Eerste Libische Burgeroorlog al gaande die eindigde met de dood van Qadhafi.

## Uitwisseling
Begin 1987 opende het Libische volksbureau een cultureel centrum in Paramaribo. Voor Franse en Amerikaanse inlichtingendiensten was dit reden om de activiteiten van Libische militairen in Suriname te onderzoeken.
De diplomatieke post van Libië in Paramaribo werd begin jaren 1990 opgeheven. De Libische ambassadeur voor Suriname resideert in Brazilië. De ambassade van Suriname in Marokko is de residentie voor de Surinaamse ambassadeur voor Libië.